# IC 3159
IC 3159 — галактика типу SB () у сузір'ї Діва.
Цей об'єкт міститься в оригінальній редакції індексного каталогу.